# Qinglong, Fengdu
Qinglong (kinesiska: 青龙) är en socken i sydvästra Kina. Den ligger i Fengdu härad i storstadsområdet Chongqing, omkring 130 kilometer nordost om det centrala stadsdistriktet Yuzhong. Antalet invånare är 9 327. Befolkningen består av 4 624 kvinnor och 4 703 män. Barn under 15 år utgör 27,0 %, vuxna 15-64 år 56 %, och äldre över 65 år 15,0 %.